# Björne Väggö
Björne Viktor Väggö (ur. 9 września 1955 w Malmö) – szwedzki szpadzista, srebrny medalista olimpijski.
Na igrzyskach olimpijskich w Los Angeles w 1984 roku w turnieju indywidualnym zdobył srebrny medal, przegrywając w finale z Francuzem Philippe’em Boisse 5:10. Parę dni później wraz z kolegami z reprezentacji zajął piąte miejsce w zawodach drużynowych. Były to jego jedyne starty olimpijskie.
Nie zdobył medalu mistrzostw świata.